# Nati nel 1956/Dicembre
| Questa pagina contiene informazioni ricavate automaticamente dalle voci biografiche con l'ausilio del template Bio e di un bot. L'aggiornamento è periodico e automatico e ricostruisce completamente la pagina. Se manca una persona in questa lista, sei pregato di non aggiungerla, ma accertati piuttosto che la sua voce biografica contenga il template Bio e che i dati anagrafici siano correttamente compilati. Se il template Bio manca, inseriscilo tu stesso o, in alternativa, metti l'avviso {{tmp\|Bio}} che ne segnala la mancanza. Se i dati riportati sono sbagliati, correggi direttamente la voce biografica; le modifiche saranno visibili in questa lista entro pochi giorni. Per chiarimenti vedi il progetto biografie. La lista contiene solo le 255 persone che sono citate nell'enciclopedia e per le quali è stato implementato correttamente il template Bio. Pagina aggiornata al 18 lug 2025. |

- 1º dicembre - Claire Chazal, giornalista francese
- 1º dicembre - Lamberto Cremonesi, ingegnere italiano
- 1º dicembre - Julee Cruise, cantante e attrice statunitense († 2022)
- 1º dicembre - Carlos Cámara Jr., attore venezuelano
- 1º dicembre - Wilma Gatta, ex sciatrice alpina italiana
- 1º dicembre - Vito Graziani, allenatore di calcio e ex calciatore italiano
- 1º dicembre - James Hardy, cestista statunitense († 2020)
- 1º dicembre - Nobuko Kondo, ex calciatrice giapponese
- 1º dicembre - Antonio La Torre, allenatore di atletica leggera italiano
- 1º dicembre - David Ostrosky, attore messicano († 2023)
- 1º dicembre - Billy Stark, allenatore di calcio e ex calciatore scozzese
- 1º dicembre - Christer Ström, ex siepista svedese
- 2 dicembre - Isabelino Acosta, ex calciatore paraguaiano
- 2 dicembre - Antonio Agogliati, politico italiano
- 2 dicembre - Steven Bauer, attore cubano
- 2 dicembre - Edward Fitzalan-Howard, XVIII duca di Norfolk, nobile e politico britannico
- 2 dicembre - Claudio Franci, politico italiano
- 2 dicembre - Raúl Isaac González, ex calciatore cileno
- 2 dicembre - Tara Heiss, cestista statunitense († 2023)
- 2 dicembre - Antonio Ibáñez de Alba, ingegnere spagnolo
- 2 dicembre - Sergej Kotenko, ex pallanuotista sovietico
- 2 dicembre - Albert Mallach, ex cestista statunitense
- 2 dicembre - Maurizio Morante, compositore e paroliere italiano
- 2 dicembre - Mostafa Mohammad-Najjar, politico e generale iraniano
- 2 dicembre - Chris Wilson, musicista e cantante australiano († 2019)
- 3 dicembre - Vincenzo Calcara, mafioso e collaboratore di giustizia italiano
- 3 dicembre - Mieko Fukui, cestista giapponese († 1980)
- 3 dicembre - Michael Gough, doppiatore statunitense
- 3 dicembre - Charles M. Huber, attore e politico tedesco
- 3 dicembre - Ewa Kopacz, politica e pediatra polacca
- 3 dicembre - Kathy Manning, politica statunitense
- 3 dicembre - Gerry O'Hara, ex calciatore inglese
- 3 dicembre - Morten Søgaard, ex giocatore di curling norvegese
- 4 dicembre - Stefano Arduini, linguista italiano
- 4 dicembre - Blagoj Blagoev, ex sollevatore bulgaro
- 4 dicembre - Marcello Cardona, poliziotto, prefetto e ex arbitro di calcio italiano
- 4 dicembre - Richard Douieb, artista marziale francese
- 4 dicembre - Guo Yuehua, ex tennistavolista cinese
- 4 dicembre - Bernard King, ex cestista statunitense
- 4 dicembre - Marcel Ramon Ponickwar de Souza, ex cestista e allenatore di pallacanestro brasiliano
- 4 dicembre - Costantino Rocca, golfista italiano
- 4 dicembre - Wolfgang Vlk, ex cestista austriaco
- 4 dicembre - Danny Vranes, ex cestista statunitense
- 5 dicembre - Klaus Allofs, dirigente sportivo, allenatore di calcio e ex calciatore tedesco
- 5 dicembre - Rosalía Arteaga Serrano, politica ecuadoriana
- 5 dicembre - Brian Backer, attore statunitense
- 5 dicembre - Leila Cordeiro, giornalista brasiliana
- 5 dicembre - Chris Critelli, ex cestista canadese
- 5 dicembre - French Hill, politico statunitense
- 5 dicembre - Ji Zhaoguang, ex cestista cinese
- 5 dicembre - Butch Lee, ex cestista e allenatore di pallacanestro portoricano
- 5 dicembre - Qu Baowei, ex pallanuotista cinese
- 5 dicembre - Ferdi Taygan, ex tennista statunitense
- 5 dicembre - Mario Zahra, ex calciatore maltese
- 5 dicembre - Krystian Zimerman, pianista e direttore d'orchestra polacco
- 6 dicembre - Peter Buck, chitarrista statunitense
- 6 dicembre - Arthur Golden, scrittore e saggista statunitense
- 6 dicembre - Brad Holland, ex cestista e allenatore di pallacanestro statunitense
- 6 dicembre - Hans Kammerlander, alpinista e esploratore italiano
- 6 dicembre - Fabio Martini, giornalista e saggista italiano
- 6 dicembre - Randy Rhoads, chitarrista e compositore statunitense († 1982)
- 6 dicembre - Keith Warner, regista teatrale e direttore artistico inglese
- 7 dicembre - Larry Bird, ex cestista, allenatore di pallacanestro e dirigente sportivo statunitense
- 7 dicembre - Rebecca Harms, politica tedesca
- 7 dicembre - Fabrizio Laurenti, regista e sceneggiatore italiano
- 7 dicembre - Max Manfredi, cantautore italiano
- 7 dicembre - Mike McCallum, pugile giamaicano († 2025)
- 7 dicembre - Chuy Bravo, attore e comico statunitense († 2019)
- 7 dicembre - Susan Minot, scrittrice e sceneggiatrice statunitense
- 7 dicembre - Iveta Radičová, politica slovacca
- 7 dicembre - Mark Rolston, attore statunitense
- 7 dicembre - Anna Soubry, politica e avvocato inglese
- 8 dicembre - Peter Aellig, ex sciatore alpino svizzero
- 8 dicembre - Mauro Carbone, filosofo, saggista e traduttore italiano
- 8 dicembre - Didier Christophe, allenatore di calcio e ex calciatore francese
- 8 dicembre - Warren Cuccurullo, chitarrista statunitense
- 8 dicembre - Franco Fabbro, medico e neurologo italiano
- 8 dicembre - Lello Fiore, cantante italiano († 2015)
- 8 dicembre - George Johnson, ex cestista statunitense
- 8 dicembre - Andrius Kubilius, politico lituano
- 8 dicembre - Keith Mackay, ex calciatore neozelandese
- 8 dicembre - Serhij Nahornyj, ex canoista sovietico
- 8 dicembre - Serhij Petrenko, ex canoista sovietico
- 8 dicembre - Pierre Pincemaille, musicista e organista francese († 2018)
- 8 dicembre - Imma Piro, attrice italiana
- 9 dicembre - Al Baker, ex giocatore di football americano statunitense
- 9 dicembre - Kari Bremnes, cantante norvegese
- 9 dicembre - Alessandra Comazzi, giornalista e critica televisiva italiana
- 9 dicembre - Oscar Garré, ex calciatore argentino
- 9 dicembre - Baruch Goldstein, terrorista e criminale statunitense († 1994)
- 9 dicembre - Ulrich Peltzer, scrittore tedesco
- 9 dicembre - Enrique Piñeyro, produttore cinematografico italiano
- 9 dicembre - Henriette Reker, avvocata e politica tedesca
- 9 dicembre - Ernesto Sanz, avvocato e politico argentino
- 9 dicembre - Imanǵalı Tasmaǵambetov, politico kazako
- 9 dicembre - Jean-Pierre Thiollet, scrittore francese
- 9 dicembre - Daniel Veyt, ex calciatore belga
- 10 dicembre - Rod Blagojevich, politico statunitense
- 10 dicembre - Annie Belle, attrice francese († 2024)
- 10 dicembre - Roberto Cassinelli, avvocato, giurista e politico italiano
- 10 dicembre - Jan van Dijk, allenatore di calcio e ex calciatore olandese
- 10 dicembre - Necati Güler, ex cestista turco
- 10 dicembre - Sergio Mancinelli, giornalista, conduttore televisivo e conduttore radiofonico italiano
- 10 dicembre - Donato Ogliari, abate italiano
- 10 dicembre - Enrico Palandri, scrittore italiano
- 10 dicembre - Yannis Stournaras, economista, banchiere e politico greco
- 11 dicembre - Thomas Andersson, allenatore di calcio e ex calciatore svedese
- 11 dicembre - John Dahl, regista e sceneggiatore statunitense
- 11 dicembre - Guerrino Ghedina, bobbista italiano
- 11 dicembre - Pierluigi Giombini, musicista e compositore italiano
- 11 dicembre - Ricardo Giusti, ex calciatore argentino
- 11 dicembre - Stevie Young, chitarrista scozzese
- 12 dicembre - Ana Alicia, attrice messicana
- 12 dicembre - Mauro Barella, ex astista italiano
- 12 dicembre - Raffaella Battaglini, drammaturga e scrittrice italiana
- 12 dicembre - Ken Garraway, ex calciatore e allenatore di calcio canadese
- 12 dicembre - Steve Linford, imprenditore britannico
- 12 dicembre - Barry Pickering, ex calciatore neozelandese
- 12 dicembre - Sellas Tetteh, ex calciatore e allenatore di calcio ghanese
- 12 dicembre - Johan van der Velde, ex ciclista su strada olandese
- 13 dicembre - Patrick Descamps, attore e doppiatore belga
- 13 dicembre - Majida El Roumi, cantante libanese
- 13 dicembre - Juan Fernández de Alarcon, attore e modello dominicano
- 13 dicembre - Clarita Gatto, attrice italiana
- 13 dicembre - Phil Hubbard, ex cestista e allenatore di pallacanestro statunitense
- 13 dicembre - Michael Nikolay, ex ginnasta tedesco
- 13 dicembre - Torgeir Vatten, ex calciatore norvegese
- 13 dicembre - Vincenzo Zitello, arpista, compositore e polistrumentista italiano
- 14 dicembre - Sandy Adams, politica statunitense
- 14 dicembre - Linda Fabiani, politica scozzese
- 14 dicembre - Peter Norvig, informatico statunitense
- 14 dicembre - Béla Réthy, giornalista tedesco
- 14 dicembre - Hanni Wenzel, ex sciatrice alpina liechtensteinese
- 15 dicembre - Antonio Angrisano, attore e doppiatore italiano
- 15 dicembre - John Lee Hancock, regista e sceneggiatore statunitense
- 15 dicembre - Tomasz Herkt, ex cestista e allenatore di pallacanestro polacco
- 15 dicembre - Tony Leon, politico sudafricano
- 15 dicembre - William Orbit, musicista e produttore discografico britannico
- 16 dicembre - Tommy Burns, calciatore e allenatore di calcio scozzese († 2008)
- 16 dicembre - Kirill Eskov, aracnologo, paleontologo e scrittore russo
- 16 dicembre - Catherine Jacob, attrice francese
- 16 dicembre - Lizzy Mercier Descloux, musicista, cantautrice e compositrice francese († 2004)
- 16 dicembre - Boyd Rice, musicista, compositore e archivista statunitense
- 17 dicembre - Amado Carrillo Fuentes, criminale messicano († 1997)
- 17 dicembre - Nancy-Ann DeParle, politica e avvocato statunitense
- 17 dicembre - Peter e Bobby Farrelly, regista, sceneggiatore e produttore cinematografico statunitense
- 18 dicembre - Schelte John Bus, astronomo statunitense
- 18 dicembre - T. K. Carter, attore e doppiatore statunitense
- 18 dicembre - Silvano Cassano, dirigente d'azienda italiano
- 18 dicembre - Reinhold Ewald, astronauta e fisico tedesco
- 18 dicembre - Bent Hamer, regista e sceneggiatore norvegese
- 18 dicembre - Rick Moser, ex giocatore di football americano e attore statunitense
- 18 dicembre - Jerry Robinson, ex giocatore di football americano statunitense
- 18 dicembre - Kenneth Shiffrin, regista e produttore cinematografico statunitense
- 18 dicembre - Yvonne Vermaak, ex tennista sudafricana
- 19 dicembre - Bruno Alicata, politico italiano
- 19 dicembre - Andrew Eugene Bellisario, arcivescovo cattolico statunitense
- 19 dicembre - Roberto Bignoli, cantautore italiano († 2018)
- 19 dicembre - Zbigniew Bogucki, ex cestista polacco
- 19 dicembre - Jimmy Cauty, musicista e artista britannico
- 19 dicembre - Natale De Grazia, militare italiano († 1995)
- 19 dicembre - Claudio De Miro, ex tuffatore italiano
- 19 dicembre - Alan Eustace, informatico statunitense
- 19 dicembre - Jens Fink-Jensen, poeta, scrittore e fotografo danese
- 19 dicembre - Michele Giardiello, politico italiano
- 19 dicembre - Johnnie Lynn, ex giocatore di football americano e allenatore di football americano statunitense
- 19 dicembre - Merzbow, musicista giapponese
- 19 dicembre - Lynn N. Rivers, politica e insegnante statunitense
- 20 dicembre - Fulvio Abbate, scrittore italiano
- 20 dicembre - Guy Babylon, tastierista statunitense († 2009)
- 20 dicembre - Blanche Baker, attrice statunitense
- 20 dicembre - Jean-Jacques Bertrand, ex sciatore alpino e sciatore di velocità francese
- 20 dicembre - Super Strong Machine, ex wrestler giapponese
- 20 dicembre - Mohamed Ould Abdel Aziz, generale e politico mauritano
- 20 dicembre - Anita Ward, cantante statunitense
- 21 dicembre - Bjarne Berntsen, dirigente sportivo, allenatore di calcio e ex calciatore norvegese
- 21 dicembre - Kevin Burnham, velista statunitense († 2020)
- 21 dicembre - Matthieu Chabrol, compositore francese
- 21 dicembre - Gustavo Garcia-Siller, arcivescovo cattolico messicano
- 21 dicembre - Julie Girling, politica britannica
- 21 dicembre - Gheorghe Iancu, ballerino e coreografo rumeno
- 21 dicembre - Dave Laut, pesista statunitense († 2009)
- 21 dicembre - Rusty Lisch, ex giocatore di football americano statunitense
- 22 dicembre - Peter Baldwin, docente e filantropo statunitense
- 22 dicembre - Roswitha Beier, ex nuotatrice tedesca orientale
- 22 dicembre - Erica Boyer, attrice pornografica statunitense († 2009)
- 22 dicembre - Tracy Delatte, ex tennista statunitense
- 22 dicembre - Percival Everett, scrittore statunitense
- 22 dicembre - Philippe Harel, regista, attore e sceneggiatore francese
- 22 dicembre - David Leigh, ex nuotatore britannico
- 22 dicembre - Marie Rivière, attrice francese
- 22 dicembre - Rudi Vittori, alpinista, psicologo e scrittore italiano
- 23 dicembre - Michele Alboreto, pilota automobilistico italiano († 2001)
- 23 dicembre - Stephen Bray, cantautore, batterista e produttore discografico statunitense
- 23 dicembre - Graziano Cesari, dirigente sportivo e ex arbitro di calcio italiano
- 23 dicembre - Rachel Gezesster, ex cestista israeliana
- 23 dicembre - Jon Giesler, ex giocatore di football americano statunitense
- 23 dicembre - Jesús Huerta de Soto, economista spagnolo
- 23 dicembre - Dave Murray, chitarrista britannico
- 23 dicembre - Filippo Porcelli, scrittore, autore televisivo e regista italiano
- 23 dicembre - Carola Stagnaro, attrice e doppiatrice italiana
- 24 dicembre - Neena Gill, politica britannica
- 24 dicembre - Stephanie Hodge, attrice, comica e cabarettista statunitense
- 24 dicembre - Amor Jebali, ex calciatore tunisino
- 24 dicembre - Irene Khan, avvocata bangladese
- 24 dicembre - José López Maeso, ex tennista spagnolo
- 24 dicembre - Ed Rains, ex cestista statunitense
- 24 dicembre - José Domingo Ulloa Mendieta, arcivescovo cattolico panamense
- 25 dicembre - Carlos Fernando Borja, politico e ex calciatore boliviano
- 25 dicembre - Tullio Fanelli, ingegnere e politico italiano
- 25 dicembre - Stéphane Ferrara, attore e ex pugile francese
- 25 dicembre - Mykola Fesenko, ex cestista sovietico
- 25 dicembre - Billy Martin, ex tennista statunitense
- 25 dicembre - Isak Arne Refvik, ex calciatore norvegese
- 26 dicembre - Claudio Bencina, allenatore di calcio e ex calciatore italiano
- 26 dicembre - Elisa Carrió, avvocata e politica argentina
- 26 dicembre - Stefano Chiodi, calciatore italiano († 2009)
- 26 dicembre - Noel Malcolm, storico, giornalista e scrittore britannico
- 26 dicembre - Vazir Orucov, militare azero († 1993)
- 26 dicembre - Kashif, musicista, cantautore e produttore discografico statunitense († 2016)
- 26 dicembre - David Sedaris, umorista e scrittore statunitense
- 26 dicembre - Beppe Severgnini, giornalista, saggista e opinionista italiano
- 26 dicembre - Sarah Springman, triatleta britannica
- 27 dicembre - Kevin Tod Haug, effettista statunitense
- 27 dicembre - Karen Hughes, giornalista, diplomatica e funzionario statunitense
- 27 dicembre - Doina Melinte, ex mezzofondista rumena
- 27 dicembre - Ico Migliore, ex hockeista su ghiaccio, dirigente sportivo e designer italiano
- 27 dicembre - Burro Banton, cantante e disc jockey giamaicano
- 27 dicembre - Francesca Ventura, attrice italiana
- 28 dicembre - Robert Edsel, scrittore statunitense
- 28 dicembre - Nigel Kennedy, violinista e violista inglese
- 28 dicembre - Jimmy Nicholl, allenatore di calcio e ex calciatore nordirlandese
- 28 dicembre - Roberto Petrocchi, regista e sceneggiatore italiano
- 28 dicembre - Claudio Zanotti, politico italiano
- 29 dicembre - Christine Errath, ex pattinatrice artistica su ghiaccio tedesca
- 29 dicembre - Alejandra Krauss, politica e avvocata cilena
- 29 dicembre - Jim Shepard, scrittore statunitense
- 30 dicembre - Mick Baxter, calciatore inglese († 1989)
- 30 dicembre - Suzy Bogguss, cantautrice statunitense
- 30 dicembre - François Hesnault, ex pilota automobilistico francese
- 30 dicembre - Patricia Kalember, attrice statunitense
- 30 dicembre - Jacek Wszoła, ex altista polacco
- 31 dicembre - Jurij Borisov, politico russo
- 31 dicembre - Paolo Chiesa, latinista e medievista italiano
- 31 dicembre - Alain Collina, ex calciatore francese
- 31 dicembre - Martin Fettman, astronauta e medico statunitense
- 31 dicembre - Al Harris, ex giocatore di football americano e allenatore di football americano statunitense
- 31 dicembre - Helma Knorscheidt, ex pesista tedesca
- 31 dicembre - Mohamed Ould Ghazouani, generale e politico mauritano
- 31 dicembre - Miguel Noguer, ex velista spagnolo
- 31 dicembre - Bohumil Páník, allenatore di calcio ceco
- 31 dicembre - Ahmed Salah, ex maratoneta gibutiano
- 31 dicembre - Smaïn Slimani, ex calciatore algerino
- 31 dicembre - Lyonel Trouillot, scrittore, poeta e paroliere haitiano
- 31 dicembre - Paramanga Ernest Yonli, politico e diplomatico burkinabé